# Agriculture en Croatie

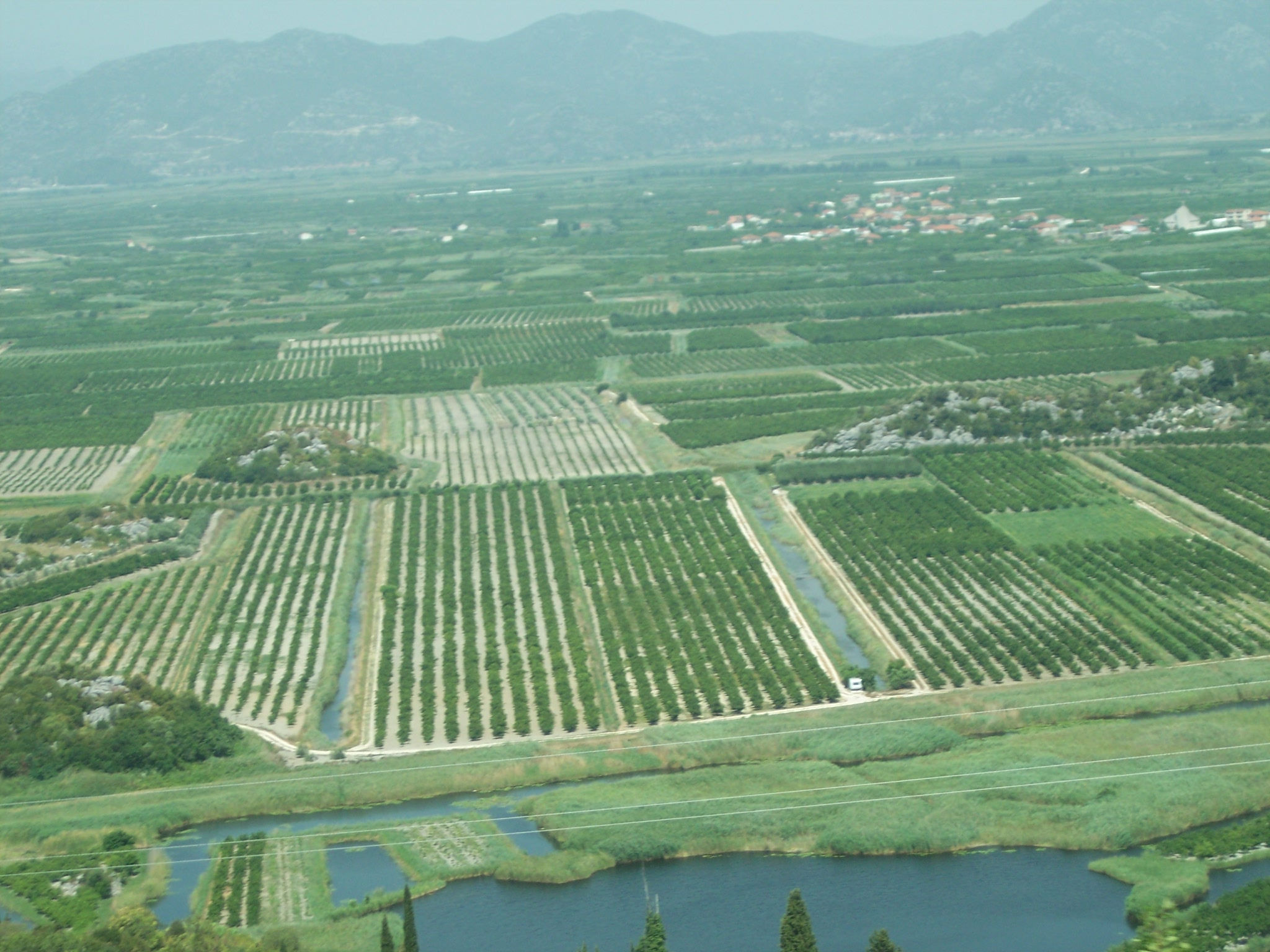
Agriculture près du fleuve Neretva, en Dalmatie.

L′agriculture en Croatie est orientée vers la production de céréales et l'élevage bovin, après le déclin de la pêche. 

## Généralités
La Croatie dispose de 3,15 millions d'hectares de terres agricoles, dont deux millions environ sont exploités, avec 59 000 hectares dédiés à la viticulture. La pêche et la transformation des produits de pêche sont présents sur les régions côtières (Istrie et Dalmatie). La polyculture de céréales, de tabac et de vignes est pratiquée dans les plaines entourant la capitale Zagreb. La Slavonie est réputée pour être le grenier à blé du pays. 
70 % des exploitations sont de petites entreprises familiales. 233 280 exploitations agricoles, occupant 1,3 million d'hectares, sont recensées en 2010

## Histoire
Les guerres de Yougoslavie ont durement fait chuter les productions agricoles, mais celles-ci ont augmenté continuellement depuis 1995. La mécanisation de l'agriculture est bien avancée.
L'adhésion à l'Union Européenne en 2013 s'accompagne de politiques "ultralibérales" et d'une baisse globale de la production en 2013 de l'ordre des 10 %, en raison de la concurrence des autres pays européens.
En 2021, le premier ministre Andrej Plenković promet d'investir 7,5 milliards d'euros dans le secteur agricole croate.